# Tarska uvala - Istra
Tarska uvala - Istra este o arie protejată (sit de importanță comunitară — SCI) din Croația întinsă pe o suprafață de 0,4 ha, integral pe uscat.

## Localizare
Centrul sitului Tarska uvala - Istra este situat la coordonatele 45°18′52″N 13°36′54″E / 45.31441°N 13.615055°E.

## Înființare
Situl Tarska uvala - Istra a fost declarat sit de importanță comunitară în iulie 2013 pentru a proteja un număr necunoscut de specii din flora spontană și fauna sălbatică aflate în arealul zonei.

## Biodiversitate
Situată în ecoregiunea mediteraneană, aria protejată conține 1 habitat natural: Salicornia și alte specii anuale care populează regiunile mlăștinoase și nisipoase.
La baza desemnării sitului se află un număr nedeclarat de specii protejate.